# Rue Rennequin
La rue Rennequin est une voie du 17e arrondissement de Paris, en France.

## Situation et accès
La rue Rennequin est une voie publique située dans le 17e arrondissement de Paris. Elle débute au 85, avenue de Wagram et se termine au 22, rue Guillaume-Tell. Elle donne notamment accès à la promenade Gilberte-Brossolette et à la promenade Rosemonde-Pujol, dénommées en mémoire des deux résistantes.

## Origine du nom
Elle porte le nom du mécanicien liégeois, constructeur de l'ancienne machine de Marly, Samuel Rennequin (1645-1708).

## Historique
Cette voie est ouverte en 1827 sur la commune de Neuilly sous le nom de « rue Lombard », du nom d'un des créateurs de la rue.
Elle est classée dans la voirie parisienne par décret du 23 mai 1863 et prend la dénomination de « rue Rennequin » par décret du 24 août 1864.